# Andrena leptopyga
Andrena leptopyga is een vliesvleugelig insect uit de familie Andrenidae. De wetenschappelijke naam van de soort is voor het eerst geldig gepubliceerd in 1895 door Pérez.